# カラーパープル (1985年の映画)
『カラーパープル』（The Color Purple）は、1985年のアメリカ合衆国のドラマ映画。監督はスティーヴン・スピルバーグ、出演はウーピー・ゴールドバーグとマーガレット・エイヴリーなど。原作はアリス・ウォーカーの同名小説。
スティーヴン・ジェイ・シュナイダーの『死ぬまでに観たい映画1001本』に掲載されている。

## 概要
第58回アカデミー賞で、作品賞を含む10部門で候補（助演女優賞で2人あがったので11候補）にあがった。しかし、無冠に終わっている。スピルバーグの監督賞候補入りにも至らなかった。一説には、娯楽映画を一貫して作り続けていたスピルバーグが賞狙いに走ったことに対する会員の拒否反応や、「黒人の心を理解していない黒人映画」という反感があったのでは…と言われている。しかし、映画の完成度は前述のアカデミー賞候補にあがったことからも見られるように、非常に高い。
ウーピー・ゴールドバーグはこの作品で映画デビュー。アリス・ウォーカーがサンフランシスコの舞台に立っていた彼女を見て主役に大抜擢した。明るく陽気なイメージとは正反対の静かな演技を披露し、演技力の高さと器用さを見せ、映画デビュー作にしてアカデミー賞の候補となった。また、司会者として知られるオプラ・ウィンフリーもこの作品が映画デビューである。
音楽はクインシー・ジョーンズが担当。その理由は、本作ではブラックミュージックが重要な要素となっているためである。スピルバーグは『E.T.』が大ヒットした後、次回作について問われると、ジョーンズと一緒にミュージカルを作る構想があると語っており、このことは『E.T.』のサントラ盤のライナーノートに記されている。その企画がこの映画に変わったという経緯もある。スピルバーグは劇場映画デビュー作『続・激突!/カージャック』以降、音楽はジョン・ウィリアムズが手がけてきたが、そのなかで本作は別の作曲家が手がけた例外となった。他に例外は『トワイライトゾーン/超次元の体験』のジェリー・ゴールドスミスだが、これはオムニバス映画の一挿話だけ監督したものである。
当初アリス・ウォーカーは白人であるスピルバーグに監督を任せることに難色を示していたが、クインシー・ジョーンズがスピルバーグを推挙したことで了承したという。

## ストーリー
1909年のアメリカ。南部ジョージア州に住むアフリカ系アメリカ人のセリーは14才。セリーは仲の良い妹のネティとよく、紫の花が咲く花畑で向かい合い、楽しく歌いながら手遊びをしていた。だが、セリーは父親の子を2度も出産し、生まれた子はその日のうちに父親が、子供のいない牧師夫妻に売り渡した。醜いと言われるセリーに対して妹のネティは美人で、求婚に来る“ミスター”ことアルバート。だが、父親が嫁に出したのはセリーだった。
アルバートの家は荒れ放題で、先妻との3人の子供は躾けもろくに出来ていない。結婚式も挙げずに“ミス・セリー”のままで、家事に追われるセリー。そこへ、父親に体を求められ怯えたネティが逃げ込んで来た。最愛の妹との再会を喜ぶセリー。だが、アルバートにも迫られたネティは、手紙を書くと言い置いて去って行った。ネティからの手紙を待ち続けるセリー。
1916年。アルバートの息子でろくでなしのハーポがソフィアと結婚した。次々と子供が生まれたが、気が強く生意気なソフィアはハーポを見限り、子供たちを連れて出て行った。
ある日、病気のシャグを家に連れ込むアルバート。シャグは酒場の人気歌手でアルバートが長年、入れ込んで来た恋人だった。看病をするうちに、シャグと奇妙な友情を育むセリー。
ソフィアと住んでいた家を酒場に改造するハーポ。禁酒法時代ながらシャグが歌うことで店は繁盛した。シャグにアルバートとの別れを勧められるが勇気がないセリー。シャグ自身は実は地元の牧師の娘で父親との和解を望んでいるが、話すことも拒否する牧師。
酒場の仲間とメンフィスに移る事を決めるシャグ。一緒に行こうと誘われたセリーは、一度は旅立ちを決意するが、アルバートが恐ろしくて実行はできなかった。
白人市長の妻とトラブルを起こし、市長を殴るソフィア。8年間も投獄されたソフィアは1930年に釈放されたが、市長夫人のメイドになることを強要され、家に帰る自由も与えられなかった。
1936年。結婚して夫と共にセリーに会いに来るシャグ。アルバートに無断で郵便ポストを開けたシャグは、セリー宛のネティの手紙を見つけた。長い年月、アルバートがネティからの手紙を隠し続けていた事を知り、家探しして大量の手紙を見つけるセリーとシャグ。
ネティは、セリーの生んだ赤ん坊たちを引き取った牧師夫妻と共にアフリカに伝道に赴いていた。セリーの子供たちの世話を焼き、結婚もしたが、白人の横暴な道路建設で教会も家も破壊され、アメリカへ帰る手段を模索していると手紙で伝えるネティ。
我慢の限界でアルバートを殺しかけ、シャグに止められるセリー。今度こそ家を出る決意を固めたセリーはアルバートに逆らい、シャグと共にメンフィスに旅立った。市長夫人から解放された後、廃人のように塞いでいたソフィアも、セリーの出発を目にして以前の生気を取り戻した。
1937年。セリーの父親が死に、実の父ではなかった事実が判明した。実の父親は母親の最初の夫で、遺産としてジョージア州で家と店舗を相続するセリー。その店舗でセリーは流行のパンツ(男女共用のズボン)を売り出し、自立した。後悔し、復縁したげなアルバートの姿を見かけても、声をかけないセリー。
セリーが相続した家に同居したシャグは、牧師である父の教会の日曜礼拝のゴスペルを聞きつけ、酒場の人々を引き連れて礼拝に押しかけた。ゴスペル聖歌隊と声を合わせて歌うシャグを抱きしめる牧師。その頃、子供たちも去り荒れ果てた家に一人ぼっちでいるアルバートの元に、セリー宛の移民局からの郵便が届いた。
移民局の知らせは、ネティの帰国に必要な手続きの通達だった。そうと知り、なけなしの金を手に密かに移民局を訪れ、交渉するアルバート。そんな日々の末、ある日突然にセリーの家を訪ねて来るネティ。彼女にはセリーの子供であるアダムとオリビア、それにアダムの妻までが同行していた。再会を喜ぶ家族を見届けたアルバートが黙って立ち去る姿を、シャグが静かに目で追っていた。夕焼けの中、紫の花が咲く花畑で向かい合わせになったセリーとネティは、少女だったあの頃のように笑顔で手遊び歌をする。

## キャスト
- 括弧内はTV放送時の吹替担当声優。

セリー
演 - ウーピー・ゴールドバーグ（此島愛子）／若い頃のセリー - デスレタ・ジャクソン（喜田あゆ美）
1909年の時点で14歳。父親からは「器量は悪いが働き者」と称されている。父親との子を2度出産し、そのたびに父に子供を取り上げられ、強制的に他人に譲らされた過去がある。父親によると「もう子供はできない体」とのこと。妹想いな性格だが、子供の頃から父親に「顔が酷い」と言われてきたことから、人前で笑う時は口元を手で隠して声を出さずに笑うのが癖となっている。結婚後（実際には妻というよりメイド扱い）は、家族の食事の支度や子供たちの世話、飼っている牛の乳搾りなどで忙しく働かされている。アルバートから日常的に言葉や暴力によって威圧的に家事などを命じられ、怯えながら日々を送る。その後1916年の21歳頃には、アルバートの命令に慣れてきて、彼に言われる前に何を要求されているかを気づくようになっている。
アルバート
演 - ダニー・グローヴァー（田中信夫）／晩年のミスター - アドルフ・シーザー
セリーの夫。通称、ミスター。セリーと暮らす前は、ネッティに異性として興味を持っており、ミサがある日曜ごとに彼女の地元の教会に訪ねてくる。セリーの父親にネッティと結婚したいと告げたが若すぎると断られたことから、セリーをもらうことにした。セリーに対して威圧的に命令したり、指示に背かないよう言葉や暴力で脅すこともある。自宅にシャグが来てからは機嫌が良くなり、セリーに対しても穏やかに接するようになる。前妻は、浮気相手に殺された模様。ハーポの他、2人の娘（ハーポの妹）がいる。畑仕事をして生計を立てている模様。
シャグ・エブリー
演 - マーガレット・エイヴリー（横尾まり）
アルバートが以前から片思いする女性。酒場の歌手として働いている。1920年前後の夏のある日に突然アルバートの家に訪れる。セリーから「自由で誇り高い」と評される。恋多き女で、父親の異なる子供が数人おり、当初はシングルマザーとして育てていたが、現在子供たちは実家の両親のもとで育てられている。詳細は不明だが、性病か何かの病気を患っている。回復後、セリーが看病してくれたお礼として、ハーポの隠れバーで「セリーのブルース」という歌を歌って聴かせる。アルバートについては、「身勝手な所があって男としては頼りないけど、大好き」と評している。
ソフィア
演 - オプラ・ウィンフリー（青木和代）
1916年頃のハーポと交際を始める恋人。太めの娘。姉夫婦の家で暮らしており、アルバートに呼ばれて、自宅で彼やセリーと初対面する。この時点でハーポの子供を既に妊娠して大きなお腹をしており、ほどなくして赤ん坊を産む。気が強い性格で、アルバートに臆することなく会話する。詳細は不明だが結婚前まで親族の男たちと戦ってきたため、1人の女として強い意志を持っている。ハーポとの子供を数人産んだ後、1922年にアルバートの家近くに隠れバーができたと聞いて店に訪れ、同じく客として来店していたセリーと再会する。刑務所に入った後に白人の刑務官から暴行を受けたらしく、左目と右足に後遺症が残り、性格も大人しくなる。
ハーポ
演 - ウィラード・ピュー（小室正幸）
アルバートの長男。子どもの頃は、怖いアルバートの指示には従うが、新しい母として自宅にやって来たセリーに石を投げつけ、怪我を負わせるなど乱暴な所がある。家で飼われている馬やロバの世話や、父親が馬で出かける時の準備などを任されている。10代後半（1916年頃）ぐらいの時点で家の手伝いはするが、就職などはせずに親のすねをかじっている。子供が生まれた直後にソフィアと結婚する。その後は家の畑仕事をするようになる。
グラディ
演 - ベン・ギロリ
シャグの夫。1922年にシャグがアルバートの家を出た後に結婚し、1936年頃に夫婦でアルバートの家にやって来る。
ミリー夫人
演 - ダナ・アイヴィ（浅井淑子）
市長夫人。白人。ある日街で出会ったソフィアに子供たちを召使いにする話を持ちかけた所、彼女と夫（市長）がトラブルになる。これにより8年間刑務所で服役したソフィアの出所後から自宅でメイドとして雇う。ソフィアに教わりながら自分で車の運転をするようになる。
スクィーク
演 - レイ・ドーン・チョン（井上喜久子）
1922年頃のハーポの恋人らしき女性。名前の「スクィーク」は、字幕版では「喚き屋との意味」と表示されている。ハーポの隠れバーのウェイトレスとして働き、酒や食事を運ぶ。ある日隠れバーにやって来たソフィアが、ハーポとチークダンスをしたことに腹を立てて彼女と口論になる。その後歌手になることを夢見て、1936年頃にシャグとメンフィスに行くことになったセリーについて行く。
ネッティ
演 - アコーシア・ブシア（佐々木優子）
セリーの妹。学校に通っており、字の読み書きができないセリー（アルバートの妻となった）ため、様々な単語の綴りを教える。セリーとは、子供の頃から「ヤンキードゥードゥル」（「アルプス一万尺」）のような手遊び歌で遊ぶのが好きで、作中で姉妹で何度かしている。セリーが父親との子供を妊娠した時は、自身が子供を取り上げた。セリーと生き別れてから手紙を書くが、一向に返事が来ないことから“アルバートが姉に読ませないようにしているのでは？”と気づきながらも他に手立てがないため、とにかく根気よく手紙を出し続ける。
サミュエル牧師
演 - カール・アンダーソン（阪脩）
妻との間に子供は恵まれなかったが、セリーが過去に生んだ娘・オリビア、息子・アダムの養父となる。詳しい状況は不明だが、生き別れた後のネッティの養父にもなる模様。
パパ（セリーの父）
演 - レナード・ジャクソン - パパ（有本欽隆）
美人ではないセリーに素っ気ない態度を取り、姉よりかわいいネッティのことを可愛がっている。字幕版では、ネッティとの結婚を申し出るアルバートに「セリーはもう子供を産めないから好きに楽しめる」などとひどいことを言っている。セリーが14歳の頃に、妻を亡くしている。セリーの結婚前に、娘と同い年ぐらいの若い女性と再婚する。男尊女卑的な考えを持ち、同じ考えの息子であるアルバートを甘やかす。
スウェイン
演 - ローレンス・フィッシュバーン（荒川太郎）
ハーポの友達。1922年に登場。畑仕事を終えたハーポのもとに訪れ、彼の自宅で日曜大工のようなことをしている。後日、禁酒法によりハーポの自宅近くにある小屋で隠れバーを開き、地元住民にこっそり酒を提供しはじめる。
その他キャスト:石田彰／鈴木勝美／小島敏彦／星野充昭／さとうあい／牛山茂／金野恵子／松本梨香／安永沙都子／辻親八
テレビ初回放送日：1991/12/21(土)　TBS　土曜シネマシアター 12:00～14:54（3時間拡大枠）
演出：福永莞爾　翻訳：岩佐幸子　日本語版制作：東北新社／TBS
※吹替版は「カラーパープル 日本語吹替音声追加収録版 ＜4K ULTRA HD & ブルーレイセット＞（2枚組）」のULTRA HD Blu-rayにのみ収録。(正味約142分)

## 評価
レビュー・アグリゲーターのRotten Tomatoesでは126件のレビューで支持率は73%、平均点は7.60/10となった。Metacriticでは7件のレビューを基に加重平均値が78/100となった。

## 舞台化
こちらも評価は高く、トニー賞の有力候補と言われている。

## リメイク
ブロードウェイでミュージカル化された作品を基にミュージカル映画としてリメイク。本作を監督したスティーヴン・スピルバーグや本作でソフィア役を演じたオプラ・ウィンフリー、本作で音楽を担当したクインシー・ジョーンズが製作している。